# Overal lagen peuken
Overal lagen peuken is een single van de Nederlandse zanger Lennard Landman uit 1991. 

## Achtergrond
Overal lagen peuken is geschreven door Martien Grilis, Lennard Landman en Tom Peters en geproduceerd door Peters. Het is een Nederlandstalige bewerking van het nummer Papaveri e papere van Nilla Pizzi. Het lied is een carnavalskraker dat gaat over een boer die enorm veel rookt. Zijn vrouw wil dat hij stopt en nadat een van de boers koeien stikt door ademnood omdat deze de hele tijd zijn rookt inademt, vertelt zij dat zij voor elke door hem gerookte sigaar die zij vond, een halve gulden spaarde en daardoor een volle sok met geld had. De boer stopte hierom met roken. Nadat later een andere koe ook doodgaat, vertelt de vrouw dat zij is door blijven sparen ondanks dat de boer met roken is opgehouden. Ze kon namelijk nog meer sparen omdat de boer niet meer rookte en daar niet voor hoefde te betalen. De B-kant van de single is We gaan piepers rappen, geschreven door Landman en Peters.

## Hitnoteringen
Het lied was een van de carnavalskrakers die het goed deed in de Nederlandse hitlijsten. In de Top 40 piekte het op de 25e plaats en stond het vier weken in de lijst. Die piekpositie in de Nationale Top 100 was de 29e plek in de negen weken dat het in de lijst te vinden was. 